# A Diamond in the Mind: Live 2011
A Diamond in the Mind: Live 2011 — концертный альбом британской нью-вейв группы Duran Duran, записанный во время выступления группы в Evening News Arena в Манчестере в рамках тура в поддержку альбома All You Need Is Now 16 декабря 2011 года. Релиз альбома состоялся 2 июля 2012 года в форматах Blu-ray, DVD и CD.

## Список композиций

### DVD-версия
1. «Return To Now» (Интро)
2. «Before the Rain» (All You Need Is Now, 2010)
3. «Planet Earth» (Duran Duran, 1981)
4. «A View to a Kill» (Самостоятельный сингл, 1985)
5. «All You Need Is Now» (All You Need Is Now, 2010)
6. «Blame the Machines» (All You Need Is Now, 2010)
7. «Safe (In the Heat of the Moment)» (All You Need Is Now, 2010)
8. «The Reflex» (Seven and the Ragged Tiger, 1983)
9. «The Man Who Stole A Leopard» (All You Need Is Now, 2010)
10. «Girl Panic!» (All You Need Is Now, 2010)
11. «White Lines (Don’t Do It)» (Thank You, 1995)
12. «Careless Memories» (Duran Duran, 1981)
13. «Ordinary World» (The Wedding Album, 1993)
14. «Notorious» (Notorious, 1986)
15. «Hungry Like the Wolf» (Rio, 1982)
16. «(Reach Up for The) Sunrise» (Astronaut, 2004)
17. «The Wild Boys/Relax (Don’t Do It)» (Arena, 1984) 1
18. «Rio» (Rio, 1982)
19. «A Diamond in the Mind» (Аутро)

- Бонус-дополнения:

Duran Duran 2011 (Документальный фильм)
1. «Come Undone» (The Wedding Album, 1993)
2. «Is There Something I Should Know?» (Самостоятельный сингл, 1983)

### СD-версия
1. «Before the Rain»
2. «Planet Earth»
3. «A View To A Kill»
4. «All You Need Is Now»
5. «Come Undone»
6. «Blame the Machines»
7. «The Reflex»
8. «Girl Panic!»
9. «Ordinary World»
10. «Notorious»
11. «Hungry Like the Wolf»
12. «(Reach Up for The) Sunrise»
13. «The Wild Boys/Relax (Don’t Do It)» 1
14. «Rio»

1
Композиция «Relax (Don’t Do It)», на которую сделан переход, является кавер-версией на песню группы Frankie Goes To Hollywood.

## Участники записи

### Duran Duran
- Саймон Ле Бон — вокал
- Ник Роудс — клавишные, семплинг, программирование
- Джон Тейлор — бас-гитара, бэк-вокал
- Роджер Тэйлор — ударные
- Дом Браун — гитара, бэк-вокал

### Сессионные музыканты
- Саймон Виллескрофт — саксофон, клавишные («Before the Rain», «The Man Who Stole A Leopard»)
- Ана Росс — бэк-вокал, дополнительный вокал («Safe (In the Heat of the Moment)», «The Man Who Stole A Leopard» и «Come Undone»)
- Дауни Адамс — перкуссия